# Portia on Trial
Portia on Trial é um filme norte-americano de 1937, do gênero drama, dirigido por George Nicholls, Jr. e estrelado por Walter Abel e Frieda Inescort.

## A produção
O filme recebeu uma indicação ao Oscar da Academia de Artes e Ciências Cinematográficas, na categoria Melhor Trilha Sonora, assinada pelo arranjador e compositor novaiorquino Alberto Colombo. 

## Principais premiações
| Prêmio | Categoria            | Situação |
| ------ | -------------------- | -------- |
| Oscar  | Melhor Trilha Sonora | Indicado |

## Sinopse
A advogada Portia Merriman é obrigada a deixar seu filho depois da anulação de seu casamento. À medida que o jovem cresce, o segredo da mãe vai sendo revelado.

## Elenco
| Ator/Atriz      | Personagem        |
| --------------- | ----------------- |
| Walter Abel     | Dan Foster        |
| Frieda Inescort | Portia Merriman   |
| Neil Hamilton   | Earle Condon      |
| Heather Angel   | Elizabeth Manners |
| Ruth Donnelly   | Jane Wilkins      |
| Barbara Pepper  | Evelyn            |
| Clarence Kolb   | John Condon       |
| Anthony Marsh   | Richard Conlan    |
| Paul Stanton    | Juiz              |
| George Cooper   | Efe               |
| John Kelly      | Hank              |
| Hobart Bosworth | Governador        |
| Ian MacLaren    | Padre Caslez      |